# Juan Carlos Sánchez Ampuero
Juan Carlos Sánchez Ampuero (Cochabamba, 1º maggio 1985) è un calciatore boliviano, difensore del Blooming.

## Caratteristiche tecniche
Gioca come difensore laterale sinistro.

## Carriera

### Club
Sánchez, originario di Cochabamba, debuttò nel campionato nazionale boliviano nella stagione 2004 con una squadra della sua città natale, l'Aurora. Con tale formazione esordì anche in ambito internazionale, partecipando alla Copa Sudamericana 2004. Dopo due tornei nell'Aurora, per il Clausura 2006 Sánchez giocò con il The Strongest di La Paz; una volta chiuso il campionato con 10 presenze e aver preso parte alla Coppa Libertadores 2006, fece ritorno all'Aurora in occasione del Segundo Torneo di quell'anno. Lasciò la società dalla divisa celeste dopo il torneo del 2008; per la stagione 2009 firmò per il Blooming di Santa Cruz de la Sierra. Con la nuova squadra disputò Copa Sudamericana 2009 e Coppa Libertadores 2010, e vinse il titolo di Clausura 2009.

### Nazionale
Nel 2004 venne incluso nella lista per la Copa América. In tale competizione, però, non fu mai impiegato. Con la selezione Under-20 ha disputato il Campionato sudamericano 2005.

## Palmarès

### Club

#### Competizioni nazionali
- Campionato boliviano: 1

Blooming: Clausura 2009